# デスティニー・ウドジェ
デスティニー・ウドギー（Destiny Udogie, 2002年11月28日 - ）は、イタリア・ヴェローナ出身のプロサッカー選手。トッテナム・ホットスパーFC所属。イタリア代表。ポジションはディフェンダー。
姓はウドジェとの表記も見られるが、本人が正しくはウドギーであると訂正している。

## 経歴

### クラブ
ヴェローナの下部組織で育ち、2020年11月8日、アウェイでのセリエA第8節のミランとの試合で、69分からイヴァン・イリッチに代わってピッチに入り、17歳でトップチームにデビュー。
2021年7月15日、ウディネーゼに買い取り義務付きのローン移籍で加入した。シーズン初戦となった8月13日のコッパ・イタリア1回戦のアスコリとの試合で先発し新天地にデビューすると、22日のセリエA開幕節ユヴェントス戦でも先発に名を連ねた。2022年2月25日にアウェイで行われた第27節ミラン戦では、66分にロベルト・ペレイラがオーバーヘッドキックで放ったボールをネットに押し込み、同点弾となるプロ初得点を記録。この得点は敵将ステファノ・ピオリなどからはハンドであったと主張されるものとなったが、続く第28節のサンプドリア戦でも得点を決めるなど、シーズンを通じて左ウィングバックのレギュラーとしてリーグ戦35試合に出場し5得点を記録した。
2022年8月16日、イングランドのトッテナム・ホットスパーに5年契約で移籍。2022-23シーズンはローンバックでウディネーゼでのプレイとなり、移籍金は1,680万ポンドと報じられた。
2023年8月13日、シーズン開幕節のブレントフォード戦でプレミアリーグ初出場。初ゴールは12月10日、第16節のニューカッスル・ユナイテッド戦であった。2日後には、クラブと2030年までの契約延長で合意した。

### 代表
両親は共にナイジェリア人であるが、ナショナルチームは自身の出身地であるイタリアを選択している。
2019年5月、U-17イタリア代表の一員としてアイルランドで開催されたUEFA U-17欧州選手権に参加した。準決勝のフランス戦では81分に決勝点を挙げ、勝利に貢献。決勝ではオランダに2-4で敗れたが、準優勝のメンバーの一員となった。
7月にはU-19イタリア代表の一員としてアルメリアで開かれたUEFA U-19欧州選手権2019に参加。グループステージの3試合すべてで先発したが、第3節のスペイン戦では83分に2枚目のイエローカードを受け退場。チームもポルトガルとスペインの後塵を拝し、グループステージ3位で敗退となった。10月には再びU-17イタリア代表に戻り、ブラジルで行われたFIFA U-17ワールドカップに参加。グループステージ第2節のメキシコ戦では後半アディショナルタイムに決勝点を挙げた。チームはグループステージを突破し、決勝トーナメント1回戦でもエクアドルを破ったが、準々決勝で開催国ブラジルに敗れベスト8となった。
2021年8月27日、翌月に行われる試合のメンバーとしてU-21イタリア代表に選出された。9月3日にホームのスタディオ・カルロ・カステラーニで行われたUEFA U-21欧州選手権2023予選のルクセンブルク戦で先発し、アッズッリーニ初出場。
2022年5月20日、イタリア代表を率いるロベルト・マンチーニは24日から26日にかけてコヴェルチャーノで行う若手選手のトレーニングキャンプに参加する53名を発表。ウドギーもそのメンバーに選出された。
2023年10月6日、UEFA EURO予選に臨むメンバーとしてA代表に初招集され、10月14日のマルタ戦で代表初キャップ。

## 個人成績

### クラブ
| 国内大会個人成績 | 国内大会個人成績 | 国内大会個人成績 | 国内大会個人成績 | 国内大会個人成績 | 国内大会個人成績 | 国内大会個人成績 | 国内大会個人成績 | 国内大会個人成績 | 国内大会個人成績 | 国内大会個人成績 | 国内大会個人成績 |
| 年度             | クラブ           | 背番号           | リーグ           | リーグ戦         | リーグ戦         | リーグ杯         | リーグ杯         | オープン杯       | オープン杯       | 期間通算         | 期間通算         |
| 年度             | クラブ           | 背番号           | リーグ           | 出場             | 得点             | 出場             | 得点             | 出場             | 得点             | 出場             | 得点             |
| イタリア         | イタリア         | イタリア         | イタリア         | リーグ戦         | リーグ戦         | イタリア杯       | イタリア杯       | オープン杯       | オープン杯       | 期間通算         | 期間通算         |
| ---------------- | ---------------- | ---------------- | ---------------- | ---------------- | ---------------- | ---------------- | ---------------- | ---------------- | ---------------- | ---------------- | ---------------- |
| 2020-21          | ヴェローナ       | 13               | セリエA          | 6                | 0                | 1                | 0                | -                | -                | 7                | 0                |
| 2021-22          | ウディネーゼ     | 13               | セリエA          | 35               | 5                | 2                | 0                | -                | -                | 37               | 5                |
| 2022-23          | ウディネーゼ     | 13               | セリエA          | 33               | 3                | 1                | 0                | -                | -                | 34               | 3                |
| イングランド     | イングランド     | イングランド     | イングランド     | リーグ戦         | リーグ戦         | FLカップ         | FLカップ         | FAカップ         | FAカップ         | 期間通算         | 期間通算         |
| 2023-24          | トッテナム       | 38               | プレミアリーグ   | 28               | 2                | 0                | 0                | 2                | 0                | 30               | 2                |
| 2024-25          | トッテナム       | 13               | プレミアリーグ   | 25               | 0                | 2                | 0                | 0                | 0                | 27               | 0                |
| 通算             | イタリア         | イタリア         | セリエA          | 74               | 8                | 4                | 0                | -                | -                | 78               | 8                |
| 通算             | イングランド     | イングランド     | プレミアリーグ   | 53               | 2                | 2                | 0                | 2                | 0                | 57               | 2                |
| 総通算           | 総通算           | 総通算           | 総通算           | 127              | 10               | 6                | 0                | 2                | 0                | 135              | 10               |

### 代表
| イタリア代表 | 国際Aマッチ | 国際Aマッチ |
| 年           | 出場        | 得点        |
| ------------ | ----------- | ----------- |
| 2023         | 2           | 0           |
| 2024         | 7           | 0           |
| 2025         | 3           | 0           |
| 通算         | 12          | 0           |

## タイトル

### クラブ
トッテナム・ホットスパー
- UEFAヨーロッパリーグ（2024-25）[23]